# Erich Benecke
Emil Erich Benecke (* 12. Mai 1907 in Kiel; † 23. September 1955) war ein deutscher Pathologe, der sich insbesondere auf die gynäkologische Pathologie und die Pathologie des Kindesalters spezialisiert hatte. Er war während seiner akademischen Laufbahn an mehreren Universitäten tätig, darunter an der Universität Münster und an der Universität Rostock.

## Leben

### Familie
Erich Benecke entstammte einer akademischen Familie. Seine Eltern waren der Pflanzenphysiologe Wilhelm Benecke und dessen Ehefrau Martha (geb. Heseler).
Im August 1944 heiratete er in Athen die medizinisch-technische Assistentin Annemarie (geb. Boguschewski, * 29. August 1912 in Oberhausen).
Sein Großvater war der Geologe und Paläontologe Ernst Wilhelm Benecke; dessen Ehefrau Emilie (1846–1922) war die Tante des Soziologen Max Weber.

### Werdegang
Erich Benecke besuchte das Auguste-Viktoria-Gymnasium in Berlin-Charlottenburg und das Humanistische Schillergymnasium in Münster. 1925 legte er das Abitur in Münster ab und studierte von 1925 bis 1930 Medizin an den Universitäten Tübingen, München, Berlin und Münster. Nach seinem medizinischen Staatsexamen im Jahr 1930 arbeitete er als Medizinpraktikant an der Universitäts-Augenklinik Münster (siehe Universitätsklinikum Münster) sowie in verschiedenen städtischen Krankenanstalten in Bremen und am Pathologischen Institut der Universität Münster. Nach seiner Approbation war er zwischen 1931 und 1933 als Volontärassistent und später als planmäßiger Assistent am Pathologischen Institut der Universität Münster und in Würzburg tätig. 1932 promovierte er an der Universität Münster mit seiner Dissertation Über Epitheliome auf Atheromen (Epidermoide) und Ermoidcysten der Haut zum Dr. med.
Ab 1932 war er Assistent und ab 1933 beauftragter Oberassistent am Pathologischen Institut der Universität Münster. Von September bis November 1933 amtierte er als dessen stellvertretender Leiter, nachdem sich der Institutsleiter Walter Gross das Leben genommen hatte.
Erich Benecke trat zum 1. Mai 1933 der NSDAP bei (Mitgliedsnummer 2.464.876). Seit 1933 war er auch Mitglied der SA und tat dort Dienst als SA-Sturmarzt; daneben war er später auch Mitglied im NS-Lehrerbund, im NS-Dozentenbund, im NS-Ärztebund, im NS-Beamtenbund (siehe Reichsbund der deutschen Beamten), im NS-Altherrenbund/NS-Studentenkampfhilfe und der NS-Volkswohlfahrt.
Von Januar bis Mai 1934 war er Volontärassistent am Pathologischen Institut der Universitätsfrauenklinik in Berlin und absolvierte dort eine Spezialausbildung in gynäkologischer Pathologie. Er war von Mai 1934 bis März 1935 ein von der Notgemeinschaft der Deutschen Wissenschaft finanzierter wissenschaftlicher Assistent am Pathologischen Institut der Universität Greifswald sowie von April 1935 bis Dezember 1937 Vollassistent am Pathologischen Institut (siehe Universitätsmedizin Rostock) der Universität Rostock; in dieser Zeit wurde er im August 1935 zum Facharzt für Pathologie ernannt. Von März bis Mai 1937 erhielt er seine militärische Ausbildung im Artillerie-Regiment 48 in Güstrow. Seit Januar 1938 war er Oberassistent und seit Januar 1939 Dozent für Allgemeine Pathologie und Pathologische Anatomie an der Universität Rostock.
Er diente von 1939 bis 1944 in der Wehrmacht, zuletzt als beratender Pathologe; er wurde hierbei von Januar bis April 1940 zur Abhaltung von Vorlesungen an der Universität Rostock zunächst beurlaubt und im März 1940 zum Dozenten neuer Ordnung ernannt. Von November 1940 bis März 1941 war er Dienststellenleiter der Feldprosektur in Orléans, von April bis Dezember 1941 Beratender Pathologe beim Armeeoberkommando I sowie von Dezember 1941 bis Dezember 1942 Stabsarzt und Beratender Pathologe beim Armeeoberkommando XII in Kroatien, im Militärverwaltungsgebiet Serbien und in Griechenland. Seit Januar 1943 tat er Dienst als Beratender Pathologe beim Heeresgruppenarzt des Oberkommandos Südost/Heeresgruppe E.
Ab 1944 war er Leiter des Amtes Personal und Nachwuchs beim NS-Dozentenbund in Rostock und wurde dort im November 1944 zum außerplanmäßigen Professor für Pathologie ernannt. Seine Forschungsgebiete umfassten die gynäkologische Pathologie, die Pathologie des Kindesalters, experimentelle Geschwulsterzeugung in den Speicheldrüsen sowie Wehrpathologie und die pathologische Anatomie von Hepatitis und Malaria.
Nach dem Urteil des Leitenden Sanitätsoffiziers und Heeresgruppenarztes beim Oberbefehlshaber Südost habe Erich Benecke in dieser Stellung die Organisation der pathologisch-anatomischen Untersuchungsstellen im Bereich der Heeresgruppe vorbildlich aufgebaut, ihre Arbeit richtunggebend geleitet und in wissenschaftlicher Hinsicht fördernd auf die ihm unterstehenden Pathologen eingewirkt; darüber hinaus habe er während des jetzigen Krieges auf dem Gebiet der Wehrpathologie und der pathologischen Anatomie der Hepatitis und Malaria durch seine Forschung grundlegende Erfolge erzielt. Im Eignungsbericht von Max de Crinis, Mitglied des wissenschaftlichen Beirats des Bevollmächtigten für das Gesundheitswesen, hieß es im November 1944, Erich Benecke sei einer der erfolgreichsten Kriegspathologen, und seine wissenschaftlichen Ergebnisse könnten als wertvoll bezeichnet werden.
Nach Kriegsende blieb sein weiterer Lebensweg unbekannt, allerdings war er von 1950 bis 1957 in Köln als Universitätsprofessor gemeldet.

### Mitwirken am Selbstmord von Walter Gross
Nachdem Erich Benecke vom Direktor des Pathologischen Instituts in Münster, Walter Gross, eingestellt worden war, versuchten er und die weiteren Assistenten Wilhelm Klostermeyer (* 1908), Mitglied der Nationalsozialistische Deutsche Arbeiterpartei (NSDAP) und SS-Sturmbannführer sowie Christoph Hackmann (1899–1981), diesem im September 1933 seine Führungsqualitäten abzusprechen. Sie machten dazu auf angebliche Missstände im Pathologischen Institut aufmerksam, die sie vor allem seiner Sekretärin, Christine Weber, anlasteten, denn diese habe Geld unterschlagen, sei unzuverlässig, lege im Institut ein gegen Anstand und Sitte hohnsprechendes Benehmen an den Tag und habe Abtreibungen im Institut vorgenommen. Sie verlangten am 11. September 1933 von Walter Gross die fristlose Kündigung der Sekretärin und drohten, wenn er dem nicht nachkäme, die Angelegenheiten anderen zuständigen Stellen vorzutragen. Walter Gross kam dem Wunsch seiner Assistenten nach. Sie aber gaben Walter Gross mit immer neuen Vorwürfen und Drohungen das Gefühl, dass sie die Macht hätten, ihn als Direktor abzusetzen, er womöglich in ein Konzentrationslager komm[e], […], wenn alle diese Vorwürfe gegen [ihn] in die Öffentlichkeit kommen. Erich Benecke und Wilhelm Klostermeyer, Christoph Hackmann distanzierte sich bald von ihnen, störten dessen Ängste nicht. Ihr Ziel war es, den 55-jährigen Pathologen in den Ruhestand zu zwingen. Dazu suchten sie die Unterstützung des Direktors der Chirurgischen Klinik, Hermann Coenen (1875–1956). Der Chirurg aber tat ihre Vorwürfe und haltlosen Gerüchte als hochgezüchtetes Denunziantentum ab. Er informierte Walter Gross über die Absichten seiner Assistenten und nur wenige Stunden später nahm sich Gross das Leben.
Nach der Beerdigung hörten die Intrigen und Denunziationen keineswegs auf. Benecke, der zum kommissarischen Leiter des Instituts avanciert war, nutzte seine Position, um neues belastendes Material gegen Gross zu suchen. Die beiden Nazi-Assistenten, […] gleichzeitig Ankläger u. Richter!, sorgten dafür, dass die Affäre Gross weiterhin Anstoß zu viel Ärger und Bedrohung in der Fakultät gab. In Münsters Klinikviertel aber hielt sich hartnäckig das Gerücht, dass Gross von seinen Assistenten in den Tod getrieben worden war. Um dem zu begegnen, richteten Erich Benecke und Wilhelm Klostermeyer eine schriftliche Darstellung der Zustände im Institut und einen Bericht über ihre Unterredung mit Hermann Coenen an die Studentenschaft der Universität Münster und an das Pressereferat bei der Gauleitung der NSDAP. Nach der Öffentlichmachung veranlasste der Dekan der Medizinischen Fakultät, Peter Esch, dass die drei Assistenten bei Fortzahlung der Bezüge vom Dienst suspendiert wurden. Der stellvertretende Kurator wandte sich, besorgt über die Aufstachelung der Studentenschaft, an den Rektor der Universität Münster, den Juristen Hubert Naendrup; dieser richtete eine Kommission zur Klärung der Vorgänge beim Selbstmord Gross ein. Die Kommission bestand aus den Rechtswissenschaftlern Erhard Neuwiem und Professor Heinrich Drost (1898–1958) sowie der Staatsanwaltschaftsrat Hermann Tophoff (1845–1934) und kam nach eingehenden Befragungen unter anderem der drei Suspendierten, ehemaliger Assistenten und des nicht akademischen Personals am Pathologischen Institut, Hermann Coenen, die Ehefrau von Walter Gross und Christine Weber zu dem Schluss: Prof. Gross hat sich getötet, weil er Absetzung und eventuell Konzentrationslager, jedenfalls Verlust jeder Existenzmöglichkeit für ihn und seine Familie vor sich sah.
Weil das Urteil der Kommission nicht rechtsgültig war und die Entscheidung nicht konform mit dem nationalsozialistischen Zeitgeist war, wandte sich der Reichsfachschaftsleiter der Medizin, Eduard Klein, an den Minister für Wissenschaft, Kunst und Volksbildung Bernhard Rust und verunglimpfte das Verhalten Hermann Coenens und des Dekans Peter Esch gegenüber Erich Benecke und Wilhelm Klostermeyer. Zudem verwies er darauf, dass zu den nun am Pathologischen Institut tätigen Assistenten, die aus mehreren Kliniken ausgeliehen waren, Josef Beaufays (1904–1961) aus der Frauenklinik gehörte. Der aber sei an den Verstößen der einstigen Sekretärin von Walter Gross gegen den Paragrafen 218 während seiner Tätigkeit im Institut 1932 beteiligt gewesen. Es bedurfte des Eingreifens der Partei, der 19. SS-Standarte und weiterer Eingaben der suspendierten Assistenten, bis eine Sonderkommission aus Berlin nach Münster gesandt wurde. Unter Leitung des Ministerialrats Karl Schnoering, fanden Anfang 1934 erneut Vernehmungen statt. In diesem Zusammenhang wurde auch den Denunziationen von Erich Benecke und Wilhelm Klostermeyer gegenüber anderen Assistenten nachgegangen; das betraf auch Josef Beaufays gegen den, auf Antrag des Wissenschaftsministers im Februar 1934 ein Ermittlungsverfahren eingeleitet wurde. Benecke und Klostermeyer hatten ihn beschuldigt, Christine Weber ein Abtreibungsmittel gespritzt zu haben.
Erich Benecke und Wilhelm Klostermeyer sahen sich durch das neue Untersuchungsergebnis rehabilitiert und verließen Münster.

## Ehrungen und Auszeichnungen
Erich Benecke erhielt das Kriegsverdienstkreuz II. Klasse.

## Schriften (Auswahl)
- Über Epitheliome auf Atheromen (Epidermoide) und Ermoidzyten der Haut. 1931.
- Über Avertinwirkung an einseitig ernährten Ratten, nebst Mitteilung eines Avertintodesfalles. In: Zentralblatt für allgemeine Pathologie und pathologische Anatomie, Band 54. 1932. S. 81–85.
- Über Retikulosarkomatose. In: Virchows Archiv für pathologische Anatomie und Physiologie und für klinische Medizin. 1932.
- Über die Reaktion des Unterhaut- und Bauchfellbindegewebes auf die Zufuhr siliziumhaltigen Gesteinstaubes. In: Beiträge zur pathologischen Anatomie und zur allgemeinen Pathologie, Band 91, Heft 3. 1933. S. 503 ff.
- Über supramiliare Gehirnkarzinome. In: Zentralblatt für allgemeine Pathologie und pathologische Anatomie, Band 58. Jena, 1933. S. 9–16 (Digitalisat).
- Über die Bartonellenanämie der Ratte bei angeborenem Milzmangel. In: Zentralblatt für allgemeine Pathologie und pathologische Anatomie, Band 59. 1933.
- Über die funktionelle Bedeutung der Zirbelgeschwülste. Virchows Archiv für pathologische Anatomie und Physiologie und für klinische Medizin. 1936.
- Die virilisierenden Ovarialtumoren. In: Neue medizinische Welt. 1937.
- Über Resorption und Speicherung im fetalen Organismus. In: Beiträge zur pathologischen Anatomie und zur allgemeinen Pathologie, Band 100, Heft 3. 1938. S. 515 ff.
- Eigenartige Bronchialerkrankung im ersten Lebensjahr. In: Verhandlungen der Deutschen Gesellschaft für Pathologie, Band 31. 1938. S. 402 ff.
- Hyperinsulismus und Glykogenspeicherung beim Ikterus familiaris gravis. In: Zentralblatt für allgemeine Pathologie und pathologische Anatomie, Band 72. 1939. S. 401–409 (Digitalisat).
- Erich Benecke; I. Schröder: Über experimentelle Geschwulsterzeugung in Speicheldrüsen. Zeitschrift für Krebsforschung, Band 49. 1939. S. 505 ff.
- Das Krebsproblem. In: Deutsche zahnärztliche Wochenschrift, Nr. 29. 1939. S. 671 ff.
- Über leukämische Myeloretikulose mit Übergang in Retothelsarkom. Virchows Archiv für pathologische Anatomie und Physiologie und für klinische Medizin. 1940.